# Elso Roque
Elso Roque (* 6. August 1939 in Seixal) ist ein portugiesischer Kameramann. Er gilt, neben Acácio de Almeida, als einer der wichtigsten Kameraleute des Portugiesischen Films, arbeitete aber auch für das Fernsehen und gelegentlich für internationale Produktionen. Nur zweimal führte er selbst Regie, bei kleineren Dokumentarfilmen.

## Leben
Roque wurde 1939 in Seixal geboren, einer Stadt im industriell geprägten Großraum Margem Sul do Tejo (portugiesisch für: „Südufer des Tejo“) gegenüber der Hauptstadt Lissabon. Nach der Grundschule absolvierte er die Escola Industrial Alfredo da Silva, eine Escola industrial (vergleichbar der deutschen Handelsschule) im benachbarten Barreiro.
Seinen Militärdienst leistete er beim kartografischen Dienst des Portugiesischen Heeres, die Serviços Cartográficos do Exército (SCE). Nach einer Zeit bei der portugiesischen Wochenschau Imagens de Portugal, von 1953 bis 1970 produziert von António da Cunha Telles, kehrte er als Kameramann (als zweiter Bildassistent) zu den Filmteams des SCE zurück.
1962 arbeitete er als zweiter Kameraassistent für Raoul Coutard bei Pierre Kasts Dreharbeiten zu „Ferien in Portugal“ (Vacances portugaises), 1963 war er als erster Kameraassistent für Luc Mirot tätig, so bei Paulo Rochas wegweisenden Film „Die grünen Jahre“ und bei Alain Bornets Le Pas de trois. Unter Luc Mirot entwickelte er sich deutlich weiter und vertrat ihn zeitweilig auch als verantwortlicher Kameramann während einer zweiwöchigen Abwesenheit Mirots.
Nachdem er 1963 Kameraassistent bei Fernando Lopes prägendem Belarmino gewesen war, arbeitete er 1964 erneut mit Mirot zusammen, als dessen Assistent zu Manuel Guimarães´ O Crime da Aldeia Velha. 1964 war er wieder Assistent für Coutard, bei François Truffauts „Die süße Haut“.
Neben einem zweimonatigen Kurs am Institut des hautes études cinématographiques (IDHEC) in Paris und einem Kurs als Stipendiant in den Filmlabors der Agfa-Gevaert in Brüssel war er 1964 auch weiter als Kameraassistent tätig, so für Jean Rabier (bei As Ilhas Encantadas von Carlos Vilardebó, mit Amália Rodrigues in der Hauptrolle) und für Claude Beausoleils französische Fernsehserie Polly.
Erstmals als vollverantwortlicher Kameramann arbeitete er 1965, in António de Macedos Domingo à Tarde. Fortan arbeitete er bei einer Vielzahl an Filmprojekten vor allem in Portugal.
Nach der Nelkenrevolution 1974 gehörte er zu den Mitbegründern der Filmkooperative Cinequanon. Es folgten eine Vielzahl an Filmen, darunter zunächst viele politische Filme, entsprechend dem Zeitgeist und der politischen Diskussionen über die weitere gesellschaftliche Entwicklung Portugals nach der Revolution.
Ab 1980 begann er auch für das öffentlich-rechtliche Fernsehen RTP zu arbeiten, später häufiger für portugiesische und französische Fernsehserien. Gelegentlich arbeitete er auch für internationale Filmproduktionen, häufig französische Projekte, mehrfach aber auch mit dem Briten Ken McMullen.
1995 führte er das einzige Mal selbst Regie, bei einem Dokumentarfilm über seine Heimatstadt Seixal. Davor war er nur einmal als Regisseur mittätig, als Teil des Filmkollektivs, das 1975 den revolutionär ausgerichteten Dokumentarfilm As Armas e o Povo drehte.
Bis Anfang der 1990er Jahre blieb Roque überaus aktiv als Kameramann, danach arbeitete er immer seltener, blieb aber tätig und gilt weiterhin als angesehener Kameramann, insbesondere für Arbeiten wie „Der goldene Fluss“ (O Rio do Ouro) (Paulo Rocha, 1988), „Die Wurzel des Herzens“ (A Raíz do Coração) (Paulo Rocha, 2000) oder Quem és tu? (João Botelho, 2001).

## Rezeption
Elso Roque gilt als ein bedeutender Kameramann des Portugiesischen Kinos. Er begann seine Laufbahn zur Anfangszeit des Novo Cinemas und wirkte als Assistent bei einigen Schlüsselfilmen mit (Die grünen Jahre 1963, Belarmino 1964). Er entwickelte danach einen besonderen Umgang mit Licht und Farben und wird dafür von der Kritik immer wieder gelobt. Insbesondere seine Arbeiten für Kinofilme wie die Paulo Rochas belegten seine Qualität als einer der bedeutendsten, aber auch produktivsten Kameraleute in Portugal.
Er arbeitete mit den wichtigsten portugiesischen Regisseuren, besonders häufig mit Paulo Rocha und António de Macedo, aber auch mehrfach mit Manoel de Oliveira oder João Botelho. Dabei war er für eine Reihe der portugiesischen Vorschläge für den Auslands-Oscar verantwortlich, angefangen von den ersten beiden (Versunkener Morgen 1980 und Francisca 1981) bis zu Pedro Costas Das Blut 1991.
Beim Filmfestival von Gramado wurde er 1998 für seine Kameraarbeit in „Der goldene Fluss“ (O Rio do Ouro) (Regie Paulo Rocha) ausgezeichnet, 2017 erhielt er den Ehrenpreis der Prémios Sophia der Portugiesischen Filmakademie.
Er ist Ehrenmitglied der Associação de Imagem Portuguesa (AIP), des Verbands der portugiesischen Kameraleute.

## Filmografie
- 1964: Le pas de trois (R: Alain Bornet)
- 1966: Domingo à Tarde (R: António de Macedo)
- 1966: Das Leben ändern (Mudar de Vida) (R: Paulo Rocha)
- 1966: Num Mar de Moliço (Kurzfilm, Doku., R: Alfredo Tropa)
- 1966: ...e Era o Mar (Kurzfilm, Doku., R: José Fonseca e Costa)
- 1967: A Metafísica dos Chocolates (Kurzfilm, R: José Fonseca e Costa)
- 1967: Regresso à Terra do Sol (Kurzfilm, R: José Fonseca e Costa)
- 1967: Crónica do Esforço Perdido (Kurzfilm, R: António de Macedo)
- 1968: Tapeçaria, Uma Tradição Que Revive (Kurzfilm, Doku., R: António-Pedro Vasconcelos)
- 1968: A Cidade (Kurzfilm, R: José Fonseca e Costa)
- 1969: Almada-Negreiros: Vivo, Hoje (Kurzfilm, Doku., R: António de Macedo)
- 1970: Nojo aos Cães (R: António de Macedo)
- 1970: História Breve da Madeira Aglomerada (Kurzfilm, Doku., R: António de Macedo)
- 1972: Pedro Só (R: Alfredo Tropa)
- 1972: Nacionalidade: Português (Kurzfilm, Doku., R: Fernando Lopes)
- 1973: A Criança e a Justiça (Kurzfilm, Doku., R: António de Macedo)
- 1973: A Promessa (R: António de Macedo)
- 1974: Entremês Famoso Sobre da Pesca no Rio Minho (Kurzfilm, R: Luís Galvão Teles)
- 1975: As Armas e o Povo (Doku., auch Regie als Teil des Filmkollektivs)
- 1975: Cartas na Mesa (R: Rogério Ceitil)
- 1975: Benilde, Jungfrau und Mutter (Benilde ou a Virgem Mãe) (R: Manoel de Oliveira)
- 1976: Liberdade para José Diogo (Doku., R: Luís Galvão Teles)
- 1976: Der innere Verfall (As Ruínas no Interior) (R: José de Sá Caetano)
- 1976: Das Gelübde (O Princípio da Sabedoria) (R: António de Macedo)
- 1976: O Caldo de Pedra (Kurzfilm, R: Leonel Brito, Artur Correia)
- 1976: Acção-Intervenção (R: Leonel Brito)
- 1977: As Horas de Maria (R: António de Macedo)
- 1977: Gente do Norte (Doku., R: Leonel Brito)
- 1977: O Outro Teatro (Doku., R: Leonel Brito, Manuela Moura)
- 1977: Colónia e Vilões (Doku., R: Leonel Brito)
- 1978: A Confederação: O Povo É Que Faz a História (R: Luís Galvão Teles)
- 1978: Blue Jeans - História de umas Calças (Kurzfilm, Doku., R: Lopes Barbosa)
- 1979: Música Para Si (R: Solveig Nordlund)
- 1980: Retalhos da Vida de um Médico (TV-Serie)
- 1980: Versunkener Morgen (Manhã Submersa) (R: Lauro António)
- 1980: O Príncipe com Orelhas de Burro (R: António de Macedo)
- 1980: O Enncontro (Kurzfilm, R: António de Macedo)
- 1981: Francisca (R: Manoel de Oliveira)
- 1981: Moinhos Velhos (Doku., Fernsehfilm, R: João Ponces de Carvalho)
- 1982: A Vida É Bela?! (R: Luís Galvão Teles)
- 1982: Insel der Liebe (A Ilha dos Amores) (R: Paulo Rocha)
- 1982: Ana (R: Margarida Cordeiro, António Reis)
- 1983: Os Abismos da Meia-Noite (R: António de Macedo)
- 1983: Lisboa Cultural (R: Manoel de Oliveira, Folge der TV-Serie Capitali culturali d'Europa)
- 1983: Mudas Mudanças (R: Saguenail)
- 1985: Der seidene Schuh (Le soulier de satin) (R: Manoel de Oliveira)
- 1985: O Vestido Cor de Fogo (R: Lauro António)
- 1985–1989: Duarte & C.a (TV Comedy-Krimiserie)
- 1986: Contactos (R: Leandro Ferreira)
- 1986–1987: O Anel Mágico (TV-Serie)
- 1987: Serenidade (R: Rosa Coutinho Cabral)
- 1988: Harte Zeiten für unsere Zeiten (Tempos Difíceis) (R: João Botelho)
- 1988: A Propósito da Bandeira Nacional (Kurzfilm, Doku., R: Manoel de Oliveira)
- 1989: Das Blut (O Sangue) (R: Pedro Costa)
- 1989: A Última Viagem (Fernsehfilm, R: Jaime Campos)
- 1989: Jaz Morto e Arrefece (Fernsehfilm, R: Luís Filipe Costa)
- 1989:  Luísa e os Outros (Fernsehfilm, R: Alfredo Tropa)
- 1990: Non oder Der vergängliche Ruhm der Herrschaft ('Non', ou A Vã Glória de Mandar) (R: Manoel de Oliveira)
- 1990: 1871 (R: Ken McMullen)
- 1990: 1967 (Kurzfilm, R: Ken McMullen)
- 1990: Ransom (R: Joaquim Leitão)
- 1991: Napoléon et l'Europe (Fernsehserie, Folge Le Blocus)
- 1991: Les fleurs du mal (R: Jean-Pierre Rawson)
- 1992: O Beijo de Judas (TV-Mehrteiler)
- 1992: Coup de foudre (TV-Serie, Folge Rendez-vous à Lisbonne)
- 1992: The Strange Encounters and Timeless Wanderings of a Man Called ‘R‘ (TV-Kurzfilm, R: Ken McMullen)
- 1992: Stille Wasser (Les eaux dormantes) (R: Jacques Tréfouel)
- 1992: O Altar dos Holocaustos (TV-Mehrteiler)
- 1993: Bando dos Quatro (TV-Serie)
- 1993: Hier auf Erden (Aqui na Terra) (R: João Botelho)
- 1993: Visit, or Memories and Confessions (Visita ou Memórias e Confissões) (R: Manoel de Oliveira)
- 1993: Cinéma, de notre temps (TV-Serie, Folge Oliveira l'architecte)
- 1995: Seixal, um Cais Português (Kurzfilm, Doku, auch Regie)
- 1996: O Pecado da Mamã (R: Saguenail)
- 1998: Der goldene Fluss (O Rio do Ouro) (R: Paulo Rocha)
- 1999: Fuga (Fernsehfilm, R: Luís Filipe Costa)
- 2000: Die Wurzel des Herzens (A Raíz do Coração) (R: Paulo Rocha)
- 2001: Quem És Tu? (R: João Botelho)
- 2002: Opfertod (Sunduq al-dunyâ) (R: Ossama Mohammed)
- 2004: Schnee in Kurdistan (Le sourire d'Hassan) (R: Frédéric Goupil)
- 2006: Al Mahed (R: Mohamed Malas)
- 2009: An Organization of Dreams (R: Ken McMullen)
- 2016: O Segredo das Pedras Vivas (R: António de Macedo)